# Qianjin (sockenhuvudort i Kina, Heilongjiang Sheng, lat 47,40, long 126,81)
Qianjin (kinesiska: 前进, 前进乡) är en sockenhuvudort i Kina. Den ligger i provinsen Heilongjiang, i den nordöstra delen av landet, omkring 180 kilometer norr om provinshuvudstaden Harbin. Antalet invånare är 36 121. Befolkningen består av 17 808 kvinnor och 18 313 män. Barn under 15 år utgör 12,0 %, vuxna 15-64 år 80 %, och äldre över 65 år 6,0 %.
Runt Qianjin är det ganska tätbefolkat, med 149 invånare per kvadratkilometer. Närmaste större samhälle är Hailun, 12,5 km nordost om Qianjin. Trakten runt Qianjin består till största delen av jordbruksmark.
Genomsnittlig årsnederbörd är 913 millimeter. Den regnigaste månaden är juli, med i genomsnitt 286 mm nederbörd, och den torraste är januari, med 8 mm nederbörd.